# Trajtscho Kostow
Trajtscho Kostow Dschunew (bulgarisch Трайчо Костов Джунев, bekannter als Trajtscho Kostow, wissenschaftliche Transliteration Trajčo Kostov; * 17. Juni 1897 in Sofia; † 16. Dezember 1949 ebenda) war ein bulgarischer kommunistischer Politiker.

## Leben
Kostow war zusammen mit Georgi Dimitrow einer der Gründer der Bulgarischen Kommunistischen Partei (BKP) und seit 1924 Mitglied ihres Zentralkomitees. Während des Zweiten Weltkriegs leitete Kostow eine Partisaneneinheit in Bulgarien. Bis zur Wiederkehr Dimitrows aus dem sowjetischen Exil war er nach der Kommunistischen Machtergreifung am 9. September 1944 die führende politische Figur der BKP und spielte eine tragende Rolle bei der Zerschlagung der politischen Opposition in unmittelbaren Zeitraum danach.

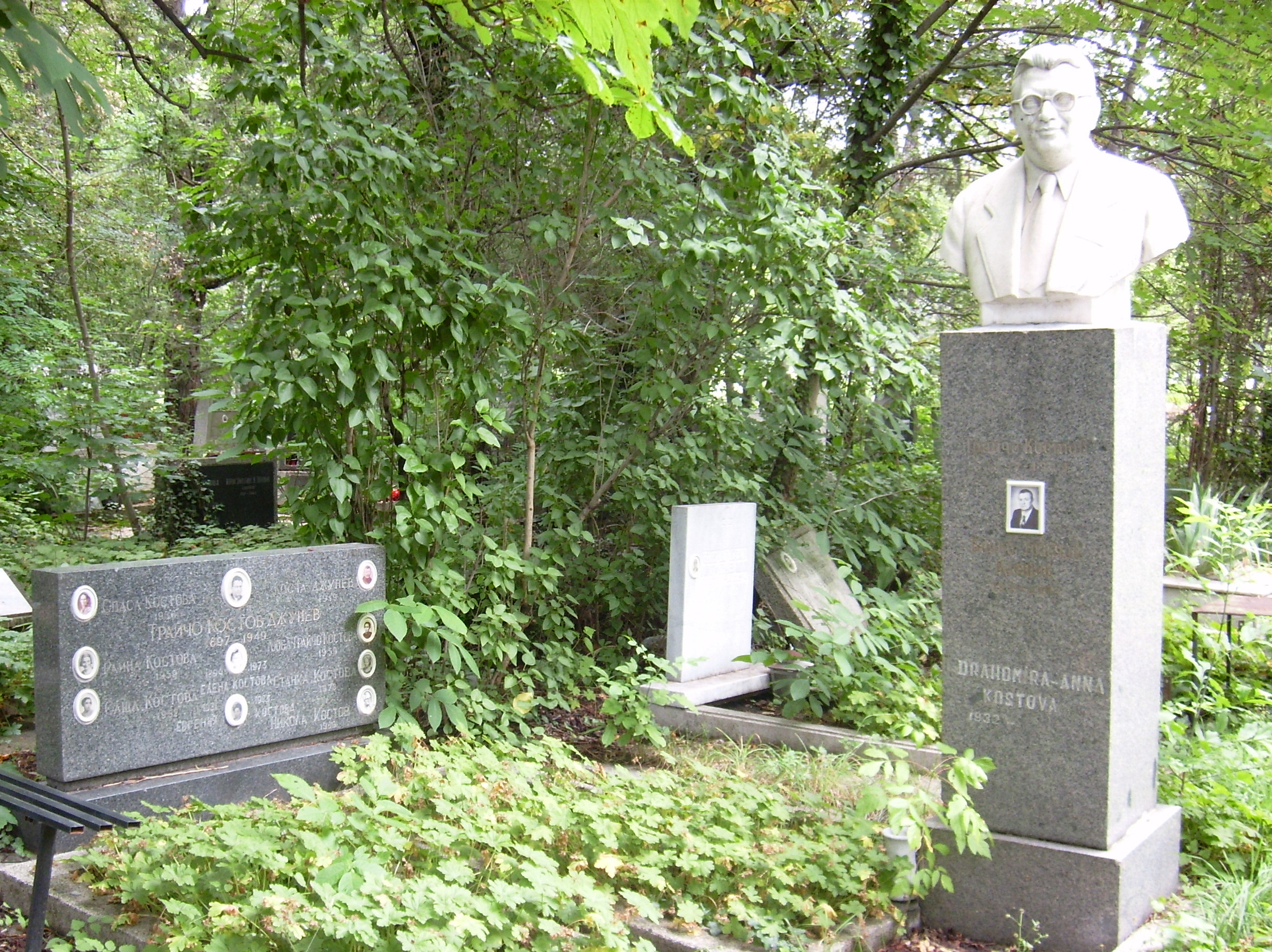
Kostows Familiengrab in Sofia

In den ersten Nachkriegsjahren genoss er in der BKP als Held des Widerstandes gegen Monarchie und deutsche Besatzung zunächst höchste Autorität. Nach Kritik an der sowjetischen Dominanz in der Wirtschaft der 1946 gegründeten Volksrepublik Bulgarien wurde ihm aber innerhalb der Partei nationalistische Gesinnung und intellektueller Individualismus vorgeworfen; Stalins Anhänger in Bulgarien befürchteten eine Entwicklung ähnlich wie in Jugoslawien, das sich unter Josip Broz Tito von der sowjetischen Führungsmacht emanzipiert hatte. Im Juni 1949 wurde Kostow wegen angeblicher Wirtschaftssabotage seiner Ämter enthoben, in einem stalinistischen Schauprozess zum Tod verurteilt und am 16. Dezember 1949 hingerichtet. In allen Schauprozessen der stalinistischen Ära war Kostow der einzige Angeklagte, der sich im gesamten Prozess, sogar noch im Schlusswort, weigerte, ein Geständnis abzulegen. Nach dem XX. Parteitag der KPdSU von 1956 wurden er und alle anderen, die in seinem Prozess wegen Verbindungen zu jugoslawischen Stellen und Politikern angeklagt worden waren, rehabilitiert.